# Oskarshamns AIK
Oskarshamns AIK, bildad 1 september 1922, är en fotbollsklubb i Oskarshamn, Småland som spelar i Ettan Södra. 
A-lagets hemmaarena är Arena Oskarshamn. Ungdomslagen i Oskarshamns AIK spelar på Ernemar IP, där brukar A-laget träna inför bortamatcher då gräset på Arena Oskarshamn är konstgräs.
Klubben vann 2013 division 2 och blev för första gången uppflyttade i division 1. 2018 kvalade Oskarshamns AIK till Superettan, där förlorade klubben i ett dubbelmöte (4-4) mot Varbergs BoIS, som vann på fler gjorda bortamål.

## Spelare

### Spelartruppen
(L) - Inlånad spelare
| Nummer      | Land      | Spelare                 | Födelsedatum      | Kom från            | Moderklubb          |           |
| Målvakter   | Målvakter | Målvakter               | Målvakter         | Målvakter           | Målvakter           | Målvakter |
| ----------- | --------- | ----------------------- | ----------------- | ------------------- | ------------------- | --------- |
| 1           | USA       | Michael Hartmann        | 13 juni 1994      | Haka                | USA                 |           |
| 30          | Sverige   | Mirsad Basic (L)        | 15 maj 2005       | Östers IF           | Sverige             |           |
| 40          | Sverige   | Leo Lindblom            | 10 september 2006 | Oskarshamns AIK U   | IFK Oskarshamn      |           |
| Försvarare  |           |                         |                   |                     |                     |           |
| 2           | Sverige   | Max Högberg             | 2 juli 2005       | Östers IF           | Sverige             |           |
| 4           | Sverige   | Yosef Aksoy             | 13 oktober 2002   | Täby FK             | Selånger SK         |           |
| 6           | Sverige   | Oliver Blomdahl         | 25 juni 2000      | Motala AIF          | IFK Motala          |           |
| 12          | Sverige   | Lucas Pettersson        | 3 mars 2000       | Högsby IK           | Högsby IK           |           |
| 13          | Sverige   | Felix Stenman           | 2 augusti 2004    | IFK Norrköping      | Åby IF              |           |
| 14          | Sverige   | Måns Isaksson           | 6 september 2007  | Oskarshamns AIK U   | Oskarshamns AIK     |           |
| 17          | Sverige   | Sebastian Nilsson       | 1 februari 2003   | Kalmar FF           | Persnäs AIF         |           |
| 19          | Sverige   | Gustav Arvidsson        | 24 mars 2005      | Kalmar FF           | Mörbylånga GoIF     |           |
| -           | Sverige   | Arvin Davoudi-Kia (L)   | 11 februari 2006  | Kalmar FF           | BK Olympic          |           |
| -           | Sverige   | Emil Karlsson           | 10 december 2005  | Oskarshamns AIK U   | IF Ariel            |           |
| Mittfältare |           |                         |                   |                     |                     |           |
| 5           | Sverige   | Herman Hallberg         | 22 maj 1997       | Trelleborgs FF      | Möre BK             |           |
| 8           | Nigeria   | Olatomi Alfred Olaniyan | 5 februari 2002   | Sidos               | Sidos               |           |
| 10          | Syrien    | Tarek Alnator           | 30 oktober 1998   | Eskilsminne IF      | Myresjö/Vetlanda FK |           |
| 27          | Brasilien | Renato Da Silva Brito   | 10 maj 2000       | Örebro Syrianska IF | Brasilien           |           |
| 77          | Sverige   | Ludvig Nåvik            | 2 november 2003   | Umeå FC             | Alnö IF             |           |
| -           | Litauen   | Arminas Alisauskas      | 1 mars 2007       | Oskarshamns AIK U   | Oskarshamns AIK     |           |
| -           | Litauen   | Jordanas Alisauskas     | 1 mars 2007       | Oskarshamns AIK U   | Oskarshamns AIK     |           |
| Anfallare   |           |                         |                   |                     |                     |           |
| 7           | Sverige   | Kevin Ali               | 4 november 1998   | Nordic United       | AFC United          |           |
| 9           | Sverige   | Anton Nyholm            | 26 juli 2003      | BK Astrio           | Lindsdals IF        |           |
| 11          | Sverige   | Isak Adolfsson          | 30 maj 2006       | Oskarshamns AIK U   | Mönsterås GoIF      |           |
| 16          | Sydafrika | Kgotso Masangane        | 27 maj 1998       | Nordic United       | Sydafrika           |           |
| 21          | Sverige   | Rasmus Cronvall         | 20 mars 2002      | Varbergs BoIS       | Tofta GIF           |           |
| -           | Sverige   | Ville Nilsson (L)       | 12 juni 2004      | Kalmar FF           | Kalmar FF           |           |